# Географія Малаві
Малаві — південноафриканська країна, що знаходиться на півдні континенту вздовж західного берега озера Ньяса . Загальна площа країни 118 484 км² (100-те місце у світі), з яких на суходіл припадає 94 080 км², а на поверхню внутрішніх вод — 24 404 км². Площа країни втричі більша за площу Харківської області України. 

## Назва
Офіційна назва — Республіка Малаві, Малаві (ньянджа Chalo cha Malawi, Dziko la Malawi, Malawi; англ. Malawi). Назва країни походить від назви середньовічного (XVI століття) королівства Мараві. Саме ж слово «мараві» означає полум'яні блиски, можливо, натякаючи на відблиски на хвилях озера Ньяса. Колишні назви британських колоній: Британський Центральноафриканський протекторат, Ньясаленд у 1907–1953 роках, від однойменного озера Ньяса і англійського слова «ленд» на означення країни.

## Географічне положення

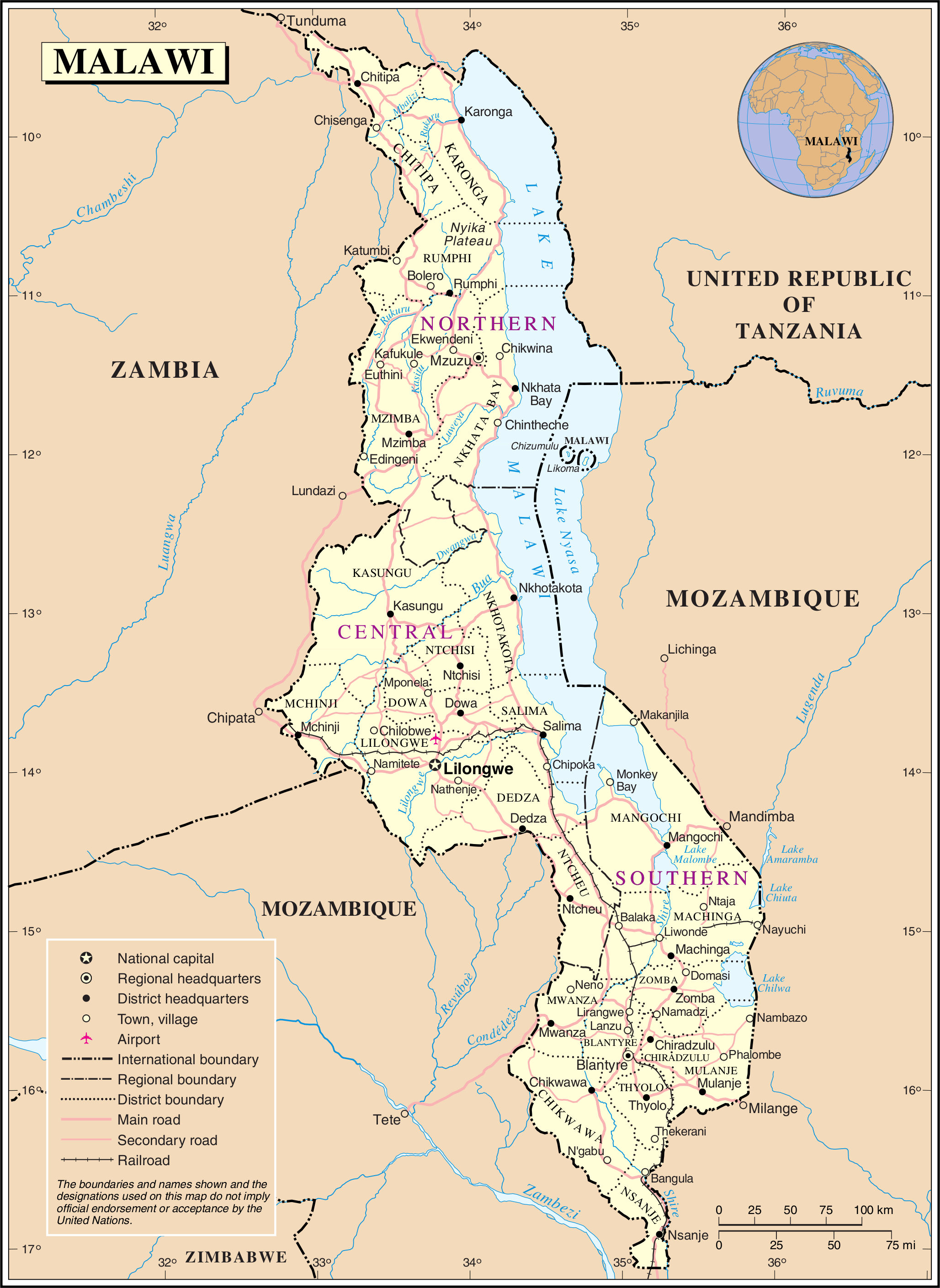
Карта Малаві від ООН

Порівняння розмірів території Малаві та США

Малаві — південноафриканська країна, що межує з трьома іншими країнами: на північному сході — з Танзанією (спільний кордон — 512 км), на сході й півдні — з Мозамбіком (1498 км), на заході — із Замбією (847 км). Загальна довжина державного кордону — 2857 км. Країна не має виходу до вод Світового океану.

### Час
Час у Малаві: UTC+2 (той самий час, що й у Києві).

## Геологія

Схема Великої рифтової долини
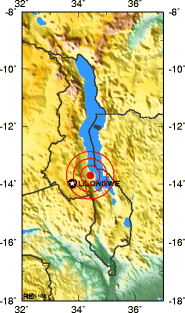
Епіцентр  землетрусу 1989 року

### Корисні копалини
Надра Малаві багаті на ряд корисних копалин: вапняк, уранові руди, кам'яне вугілля, боксити.

## Рельєф
Середні висоти — 779 м; найнижча точка — уріз води річки Шире (37 м); найвища точка — гора Мланже (Сапітва) (3002 м).

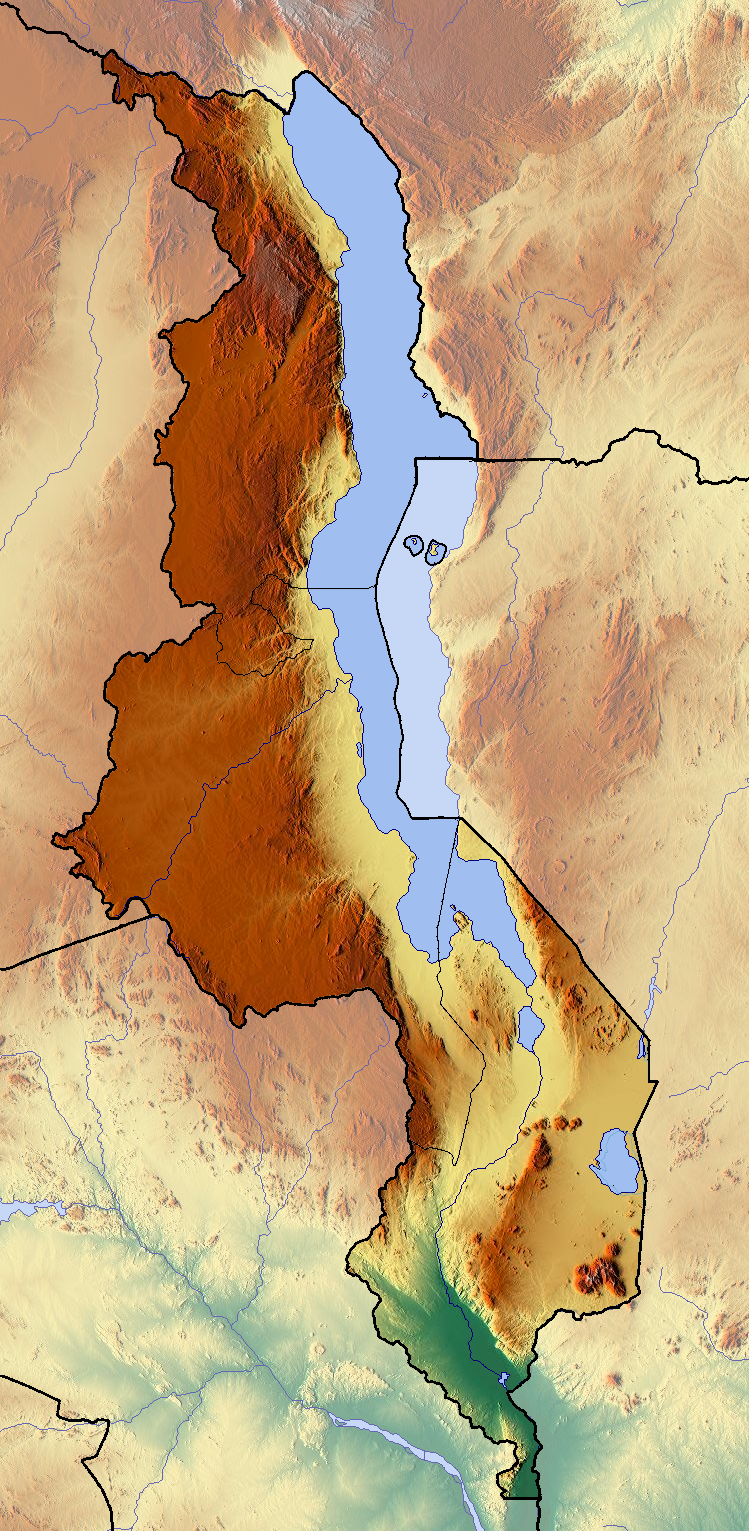
Рельєф Малаві
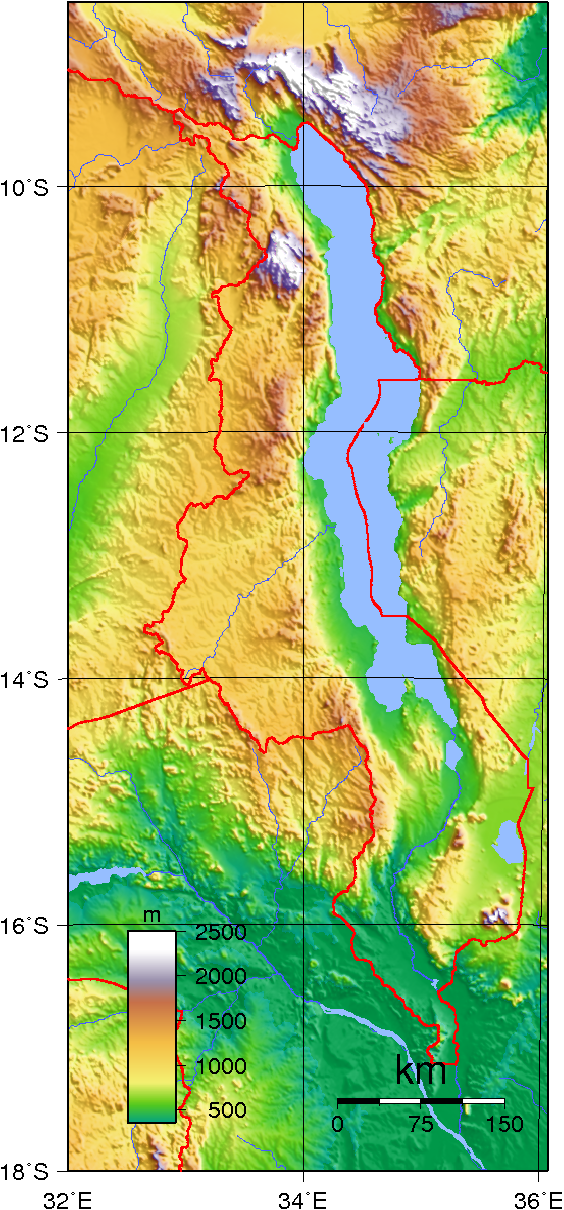
Гіпсометрична карта  Малаві
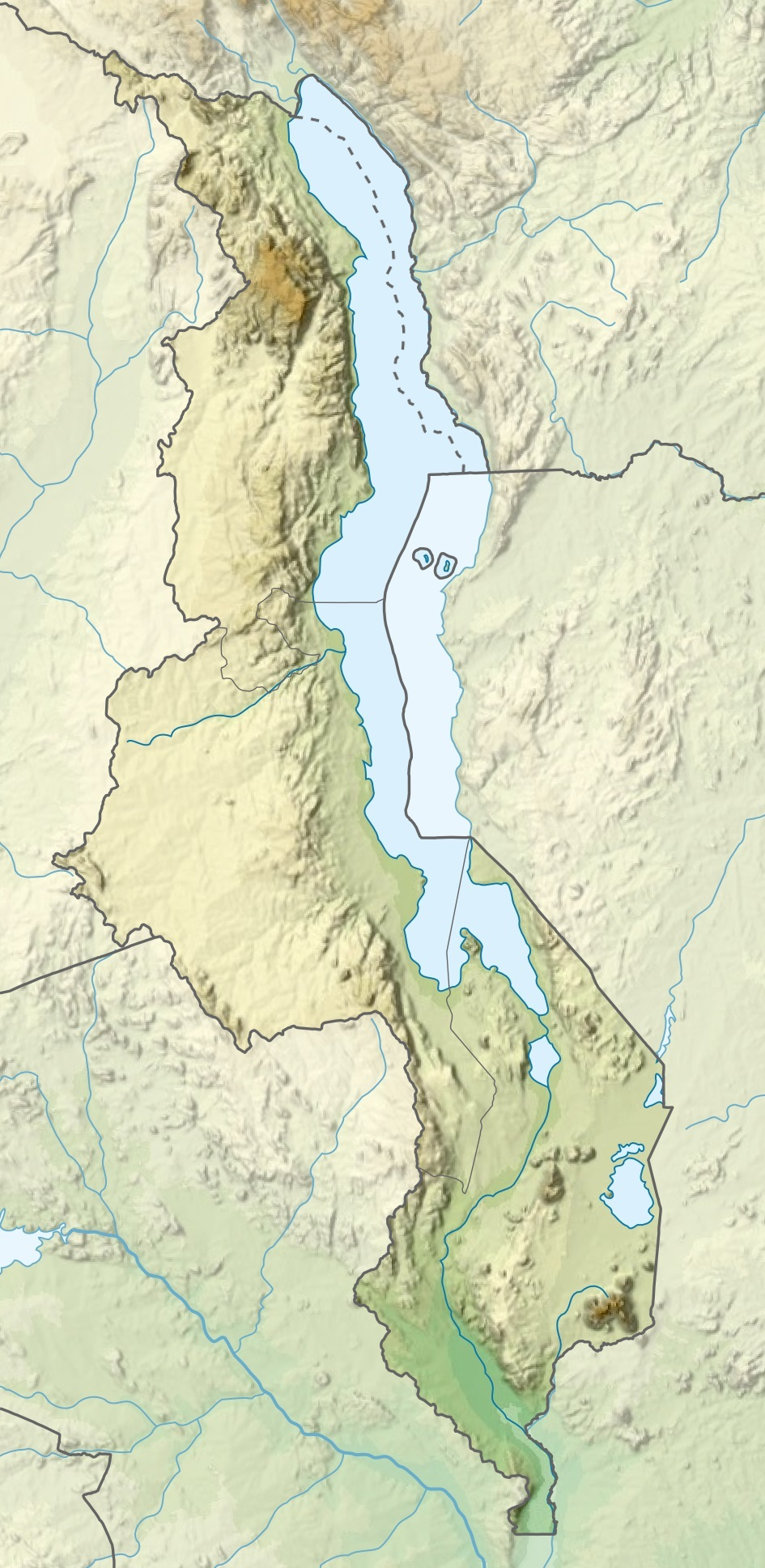
Рельєф Малаві
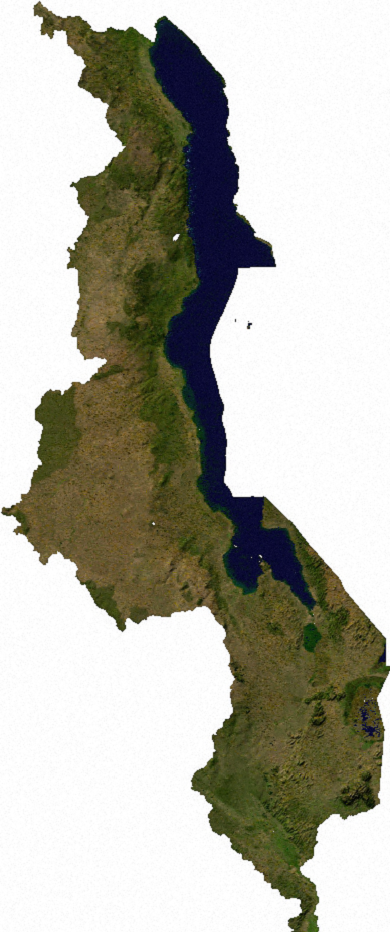
Супутниковий знімок поверхні країни
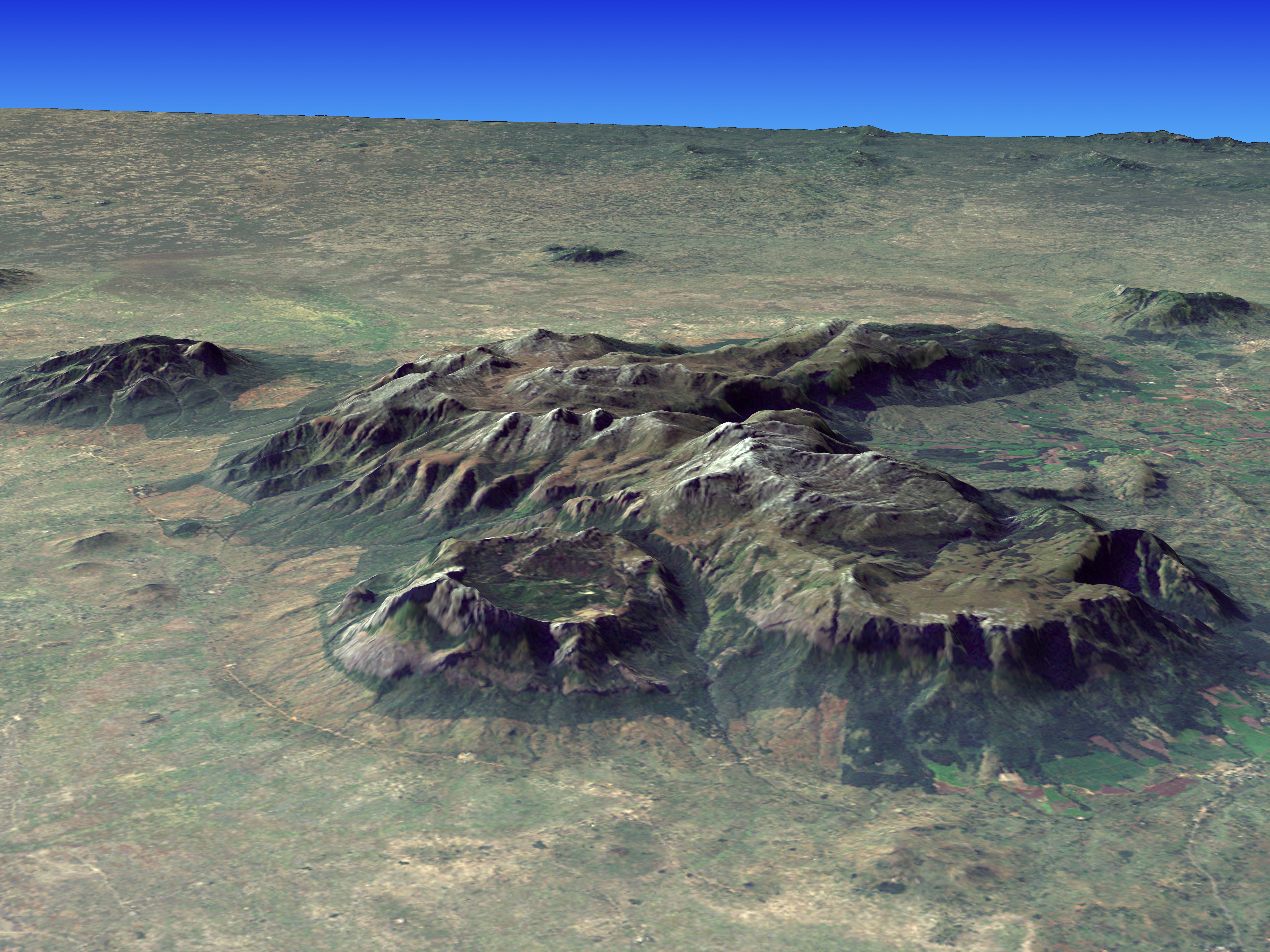
Масив Муланже
Масив Муланже у 3D
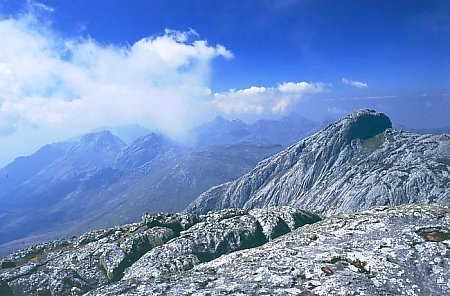
Вершина Сапітва

## Клімат
Територія Малаві лежить у субекваторіальному кліматичному поясі. Влітку переважають екваторіальні повітряні маси, взимку — тропічні. Влітку вітри дмуть від, а взимку до екватора. Сезонні амплітуди температури повітря незначні, зимовий період не набагато прохолодніший за літній. Взимку відзначається сухий сезон.

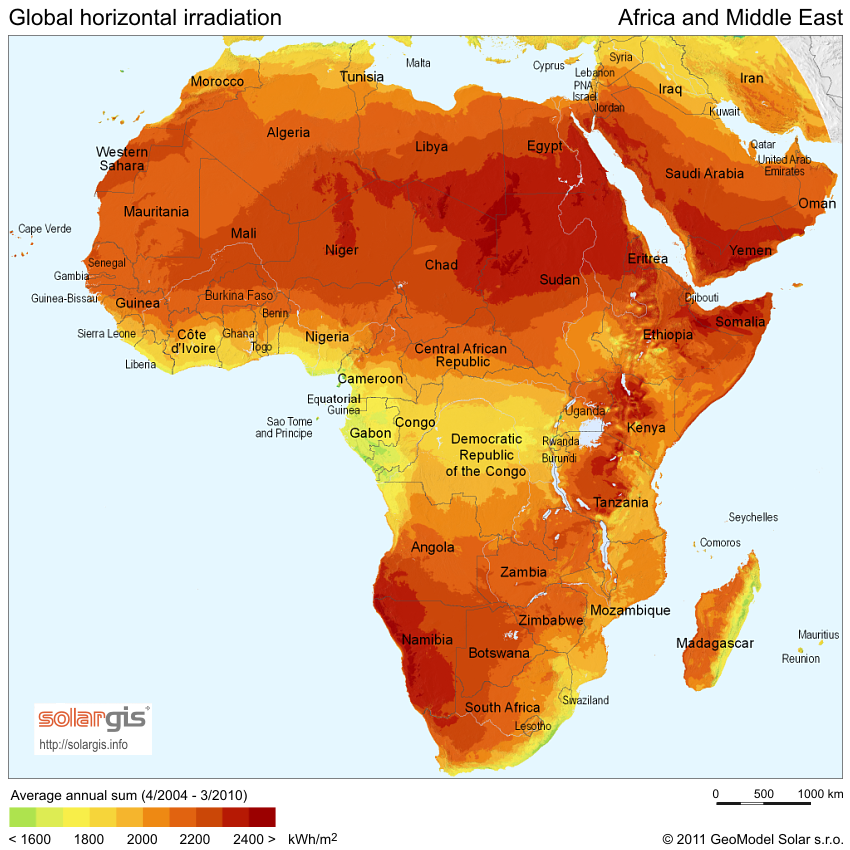
Сонячна радіація (англ.)
Кліматична карта Малаві (за Кеппеном)Кліматична карта Малаві (за Кеппеном)

Малаві є членом Всесвітньої метеорологічної організації (WMO), в країні ведуться систематичні спостереження за погодою.

## Внутрішні води
Загальні запаси відновлюваних водних ресурсів (ґрунтові і поверхневі прісні води) становлять 17,28 км³. Станом на 2012 рік в країні налічувалось 740 км² зрошуваних земель.

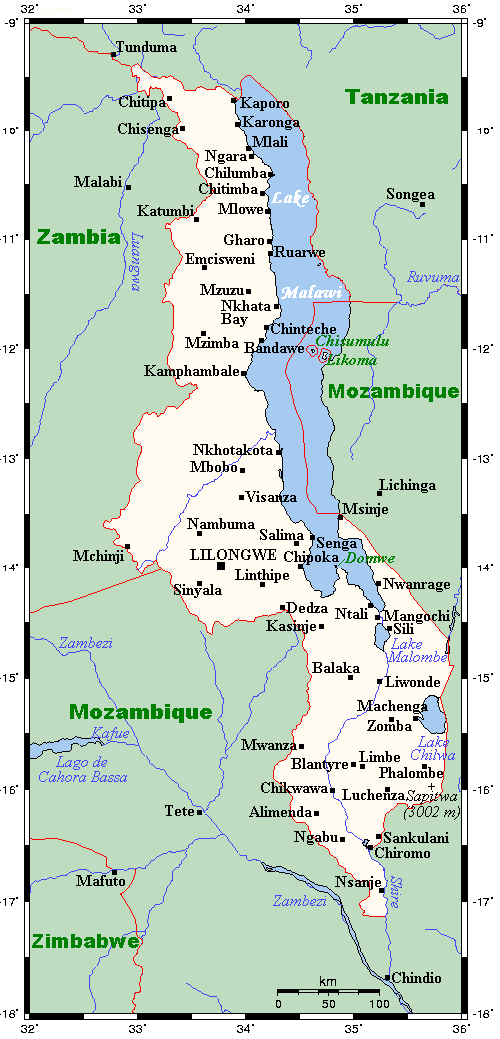
Гідрографічна мережа Малаві
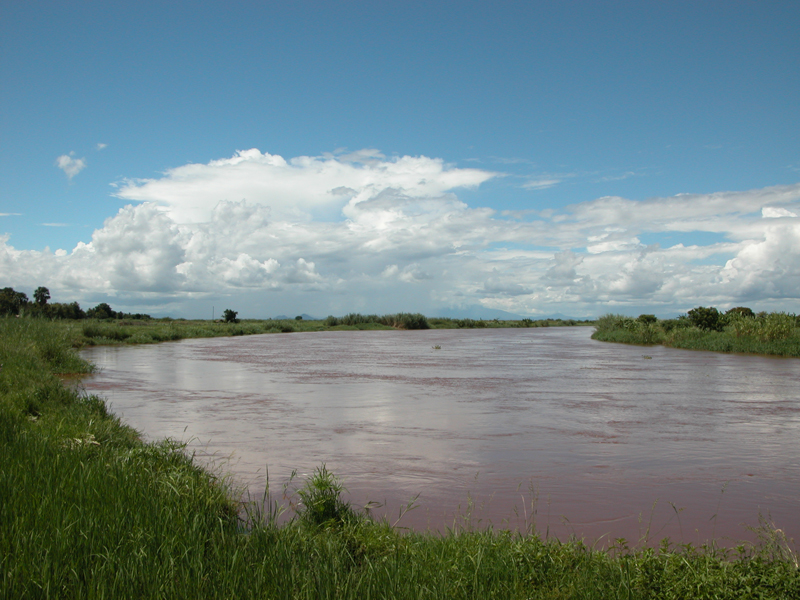
Річка Шире
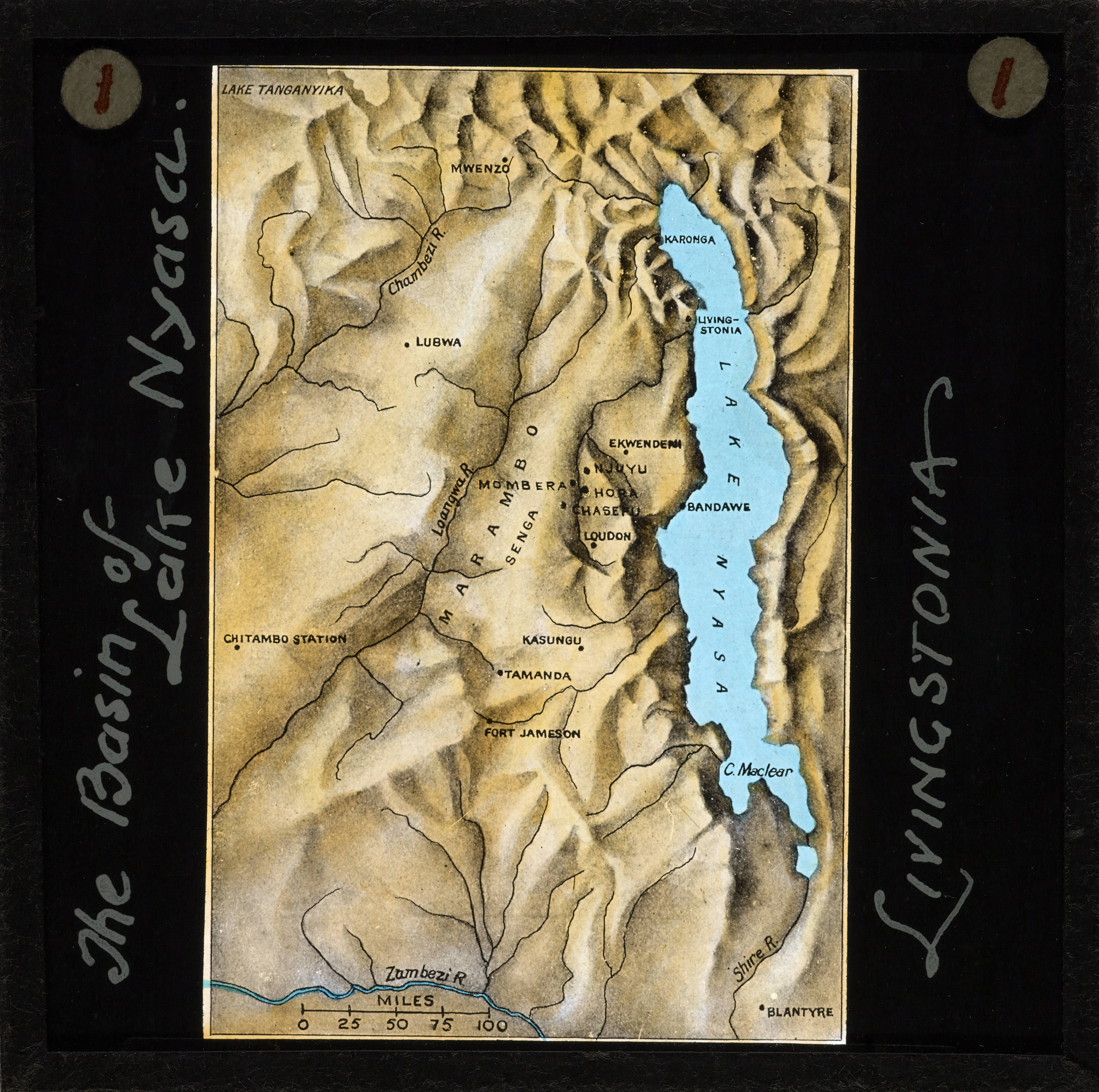
Сточище озера Ньяса
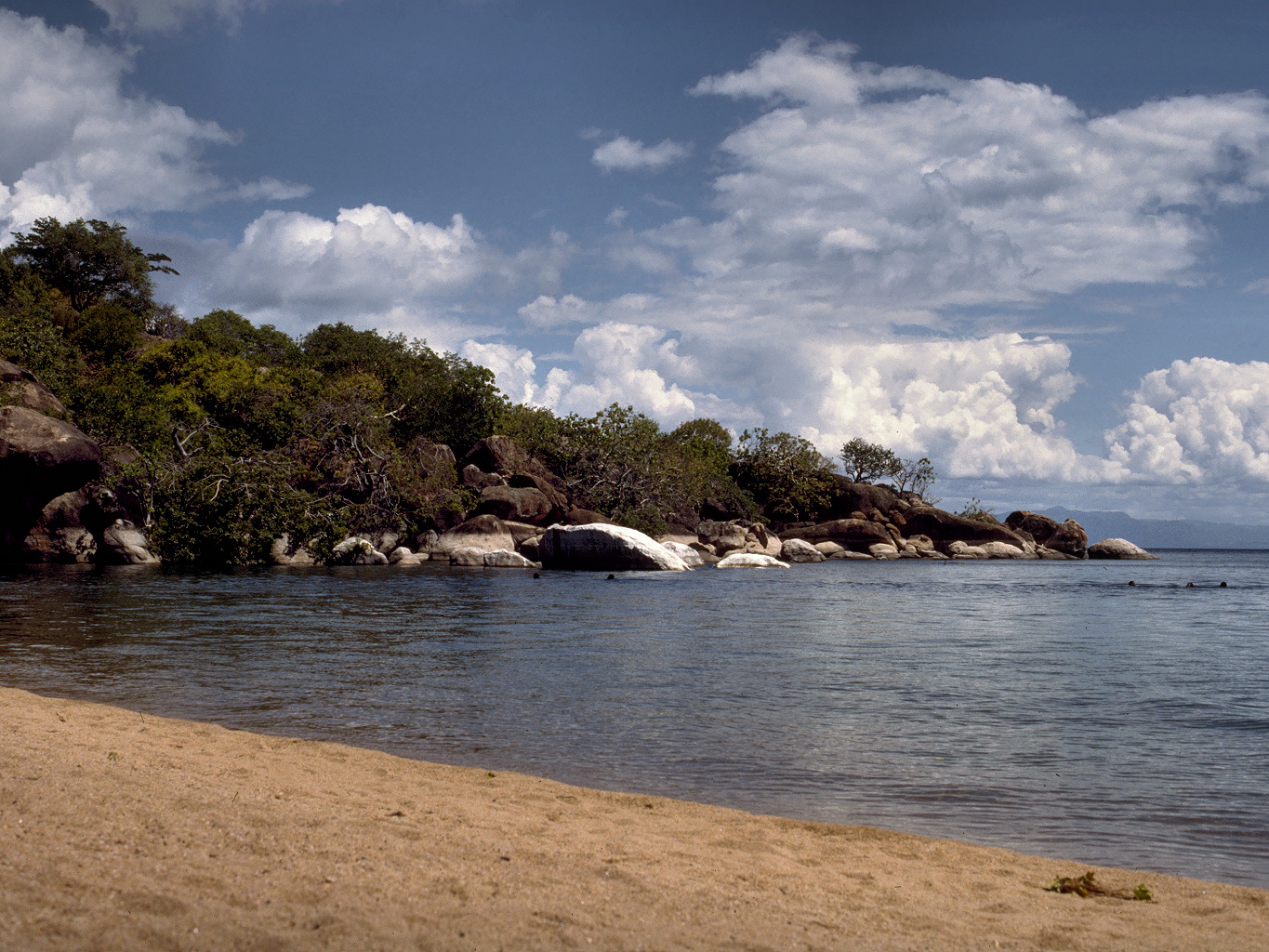
Малавійське узбережжя озера Ньяса
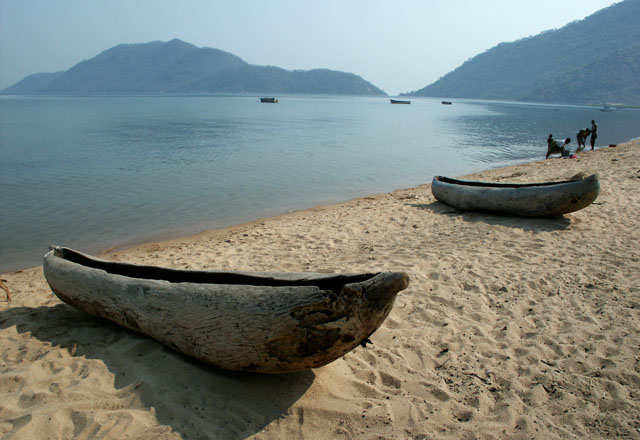
Довбанки на озері Ньяса

### Річки
Річки країни належать басейну Індійського океану.

## Рослинність
Земельні ресурси Малаві (оцінка 2011 року):
- придатні для сільськогосподарського обробітку землі — 59,2 %,
  - орні землі — 38,2 %,
  - багаторічні насадження — 1,4 %,
  - землі, що постійно використовуються під пасовища — 19,6 %;
- землі, зайняті лісами і чагарниками — 34 %;
- інше — 6,8 %[1].

## Тваринний світ
Зоогеографічно територія країни належить до Східноафриканської підобласті Ефіопської області.

## Охорона природи
Малаві є учасником ряду міжнародних угод з охорони навколишнього середовища:
- Конвенції про біологічне різноманіття (CBD),
- Рамкової конвенції ООН про зміну клімату (UNFCCC),
- Кіотського протоколу до Рамкової конвенції,
- Конвенції ООН про боротьбу з опустелюванням (UNCCD),
- Конвенції про міжнародну торгівлю видами дикої фауни і флори, що перебувають під загрозою зникнення (CITES),
- Конвенції про заборону військового впливу на природне середовище (ENMOD),
- Базельської конвенції протидії транскордонному переміщенню небезпечних відходів,
- Конвенції з охорони морських живих ресурсів,
- Монреальського протоколу з охорони озонового шару,
- Міжнародної конвенції запобігання забрудненню з суден (MARPOL),
- Рамсарської конвенції із захисту водно-болотних угідь[11].

Урядом країни підписані, але не ратифіковані міжнародні угоди щодо: міжнародного морського права.

## Стихійні лиха та екологічні проблеми
На території країни спостерігаються небезпечні природні явища і стихійні лиха: можливі руйнівні зливи, незначні посуха.
Серед екологічних проблем варто відзначити:
- знеліснення;
- деградацію земель;
- забруднення вод хімікатами з сільськогосподарських полів, побутовими і промисловими стоками;
- замулення нерестовищ риб загрожує риболовецькій галузі.

## Фізико-географічне районування
У фізико-географічному відношенні територію Малаві можна розділити на _ райони, що відрізняються один від одного рельєфом, кліматом, рослинним покривом: .

### Українською
- Атлас світу / голов. ред. І. С. Руденко ; зав. ред. В. В. Радченко ; відп. ред. О. В. Вакуленко. — К. : ДНВП «Картографія», 2005. — 336 с. — ISBN 9666315467.
- Атлас. 7 клас. Географія материків і океанів / Укладачі О. Я. Скуратович, Н. І. Чанцева. — К. : ДНВП «Картографія», 2014.
- Бєлозоров С. Т. Африка : фізико-географічний нарис. — вид. 2-ге, перероб. і доп. — К. : Радянська школа, 1957. — 232 с.
- Барановська О. В. Фізична географія материків і океанів : навч. посіб. для студентів ВНЗ : [у 2 ч.]. — Н. : Ніжинський державний університет ім. Миколи Гоголя, 2013. — 306 с. — ISBN 978-617-527-106-3.
- Малаві // Гірничий енциклопедичний словник : [у 3-х тт.] / за ред. В. С. Білецького. — Д. : Східний видавничий дім, 2004. — Т. 3. — 752 с. — ISBN 966-7804-78-X.
- Костів Л. Я. Фізична географія материків і океанів. Африка : навч.-метод. посібник. — Л. : Видавничий центр ЛНУ імені Івана Франка, 2017. — 184 с. — ISBN 978-617-10-0374-3.
- Панасенко Б. Д. Фізична географія материків : навч. посіб. : в 2 ч. — В. : ЕкоБізнесЦентр, 1999. — 200 с.
- Юрківський В. М. Регіональна економічна і соціальна географія. Зарубіжні країни: Підручник. — 2-ге. — К. : Либідь, 2001. — 416 с. — ISBN 966-06-0092-5.

### Англійською
- (англ.) Graham Bateman. The Encyclopedia of World Geography. — Andromeda, 2002. — 288 с. — ISBN 1871869587.

### Російською
- (рос.) Авакян А. Б., Салтанкин В. П., Шарапов В. А. Водохранилища. — М. : Мысль, 1987. — 326 с. — (Природа мира)
- (рос.) Алисов Б. П., Берлин И. А., Михель В. М. Курс климатологии [в 3-х тт.] / под. ред. Е. С. Рубинштейна. — Л. : Гидрометиздат, 1954. — Т. 3. Климаты земного шара. — 320 с.
- (рос.) Апродов В. А. Вулканы. — М. : Мысль, 1982. — 368 с. — (Природа мира)
- (рос.) Апродов В. А. Зоны землетрясений. — М. : Мысль, 2010. — 462 с. — (Природа мира) — ISBN 978-5-244-01122-7.
- (рос.) Малави // Африка: энциклопедический справочник [в 2-х тт.] / гл. ред. А. А. Громыко. — М. : Советская энциклопедия, 1986. — Т. 2. К-Я. — 671 с.
- (рос.) Бабаев А. Г., Зонн И. С., Дроздов Н. Н., Фрейкин З. Г. Пустыни. — М.  : Мысль, 1986. — 320 с. — (Природа мира)
- (рос.) Браун Л. Африка. — М. : Прогресс, 1976. — 288 с. — (Континенты, на которых мы живем)
- (рос.) Букштынов А. Д., Грошев Б. И., Крылов Г. В. Леса. — М. : Мысль, 1981. — 316 с. — (Природа мира)
- (рос.) Власова Т. В. Физическая география материков. С прилегающими частями океанов. Южная Америка, Африка, Австралия и Океания, Антарктида. — 4-е, перераб. — М. : Просвещение, 1986. — 269 с.
- (рос.) Гвоздецкий Н. А., Голубчиков Ю. Н. Горы. — М. : Мысль, 1987. — 400 с. — (Природа мира)
- (рос.) Гвоздецкий Н. А. Карст. — М. : Мысль, 1981. — 214 с. — (Природа мира)
- (рос.) Географический энциклопедический словарь: географические названия / под. ред. А. Ф. Трёшникова. — 2-е изд., доп. — М. : Советская энциклопедия, 1989. — 585 с. — ISBN 5-85270-057-6.
- (рос.) Исаченко А. Г., Шляпников А. А. Ландшафты. — М. : Мысль, 1989. — 504 с. — (Природа мира) — ISBN 5-244-00177-9.
- (рос.) Словарь современных географических названий / под общей редакцией акад. В. М. Котлякова. — Екатеринбург : У-Фактория, 2006.
- (рос.) Лобова Е. В., Хабаров А. В. Почвы. — М. : Мысль, 1983. — 304 с. — (Природа мира)
- (рос.) Максаковский В. П. Географическая картина мира. Книга I: Общая характеристика мира. — М. : Дрофа, 2008. — 495 с. — ISBN 978-5-358-05275-8.
- (рос.) Максаковский В. П. Географическая картина мира. Книга II: Региональная характеристика мира. — М. : Дрофа, 2009. — 480 с. — ISBN 978-5-358-06280-1.
- (рос.) Поспелов Е. М. Географические названия мира: Топонимический словарь. — М. : АСТ, 2005.
- (рос.) Малави // Страны Африки. Политико-экономический справочник / ред. В. Солодовников, В. Румянцев. — М. : Издательство политической литературы, 1969. — 318 с.
- (рос.) Физико-географический атлас мира. — М. : Академия наук СССР и Главное управление геодезии и картографии ГУГК СССР, 1964. — 298 с.
- (рос.) Энциклопедия стран мира / глав. ред. Н. А. Симония. — М. : НПО «Экономика» РАН, отделение общественных наук, 2004. — 1319 с. — ISBN 5-282-02318-0.